# Oliver Scheffels
Oliver Scheffels (geboren in der 2. Hälfte des 20. Jahrhunderts) ist ein deutscher evangelischer Kirchenmusiker und Chorleiter.

## Leben
Nach seinem Abitur studierte er die Fächer Orgel und Evangelische Kirchenmusik an der Hochschule für Musik und Theater in München, an der er im Sommer 2000 sein Orgeldiplom erhielt und 2003 sein Kirchenmusikstudium mit dem A-Examen abschloss.
Wichtige künstlerische Impulse erhielt er bei seinen Lehrern Harald Feller (Orgel), Claude-France Journès (Klavier), Michael Gläser (Chorleitung), Christoph Adt (Orchesterleitung) und Lars Ulrik Mortensen (Cembalo und Generalbass). Zudem besuchte er Meisterkurse bei Daniel Roth, Odile Pierre, Wolfgang Seifen und Johannes Geffert.
Noch während seines Studiums ging er fortan regelmäßig einer umfangreichen Konzerttätigkeit nach. Von 2005 bis 2012 war er Kantor in Greiz, von Dezember 2012 bis 2021 war er an der Petruskirche in Neu-Ulm und als Dekanatskantor im Dekanatsbezirk Neu-Ulm. Von 2013 bis 2015 hat er in 16 Konzerten das gesamte Orgelwerk von Johann Sebastian Bach gespielt. 2015 wurde er zum amtlichen Orgelsachverständigen der Evang.-Luth. Landeskirche in Bayern ernannt. 2019 erfolgte die Ernennung zum Kirchenmusikdirektor.
Seit Oktober 2021 wirkt Oliver Scheffels als Dekanatskantor an St. Matthäus in Ingolstadt.